# Diopsittaca nobilis
Diopsittaca nobilis là một loài chim trong họ Psittacidae.
Nó là loài vẹt đuôi dài nhỏ nhất, có chiều dài 30–35 cm. Đây là loài bản địa vùng đất thấp nhiệt đới, thảo nguyên và vùng đầm lầy của Venezuela, Guianas, Bolivia, Brazil và vùng viễn đông nam Peru. Nó có hai phân loài riêng biệt.
Vẹt đuôi dài vai đỏ thường được nuôi nhốt để buôn bán thú cưng, nơi đôi khi chúng được mô tả là vẹt đuôi dài nhỏ.
Mặc dù quần thể vẹt đuôi dài vai đỏ hoang dã đã suy giảm cục bộ do mất môi trường sống, chúng được IUCN liệt kê là loài ít quan tâm. Chúng được liệt kê trong Phụ lục II của Công ước CITES, hạn chế thương mại.

## Hình ảnh

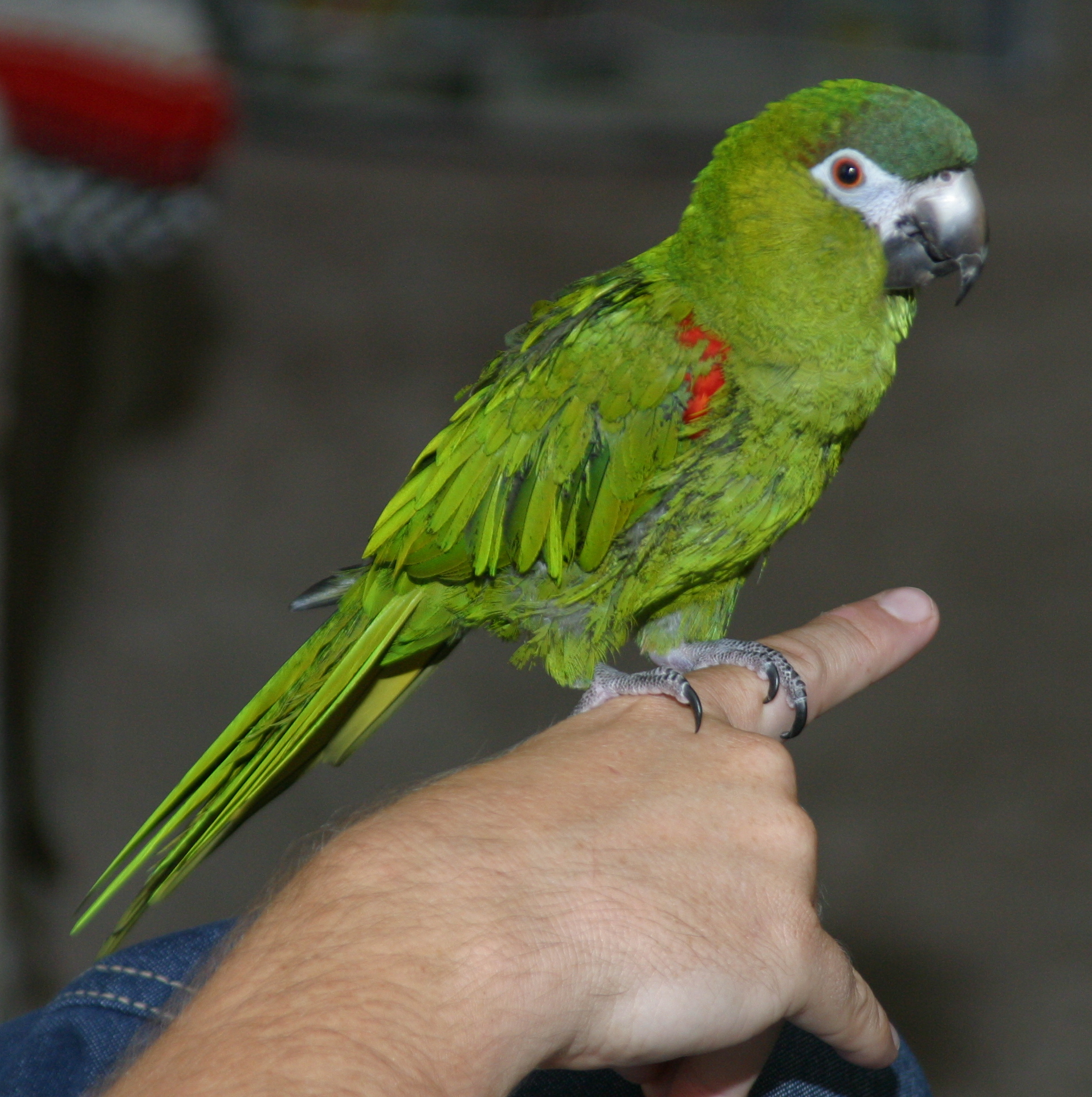
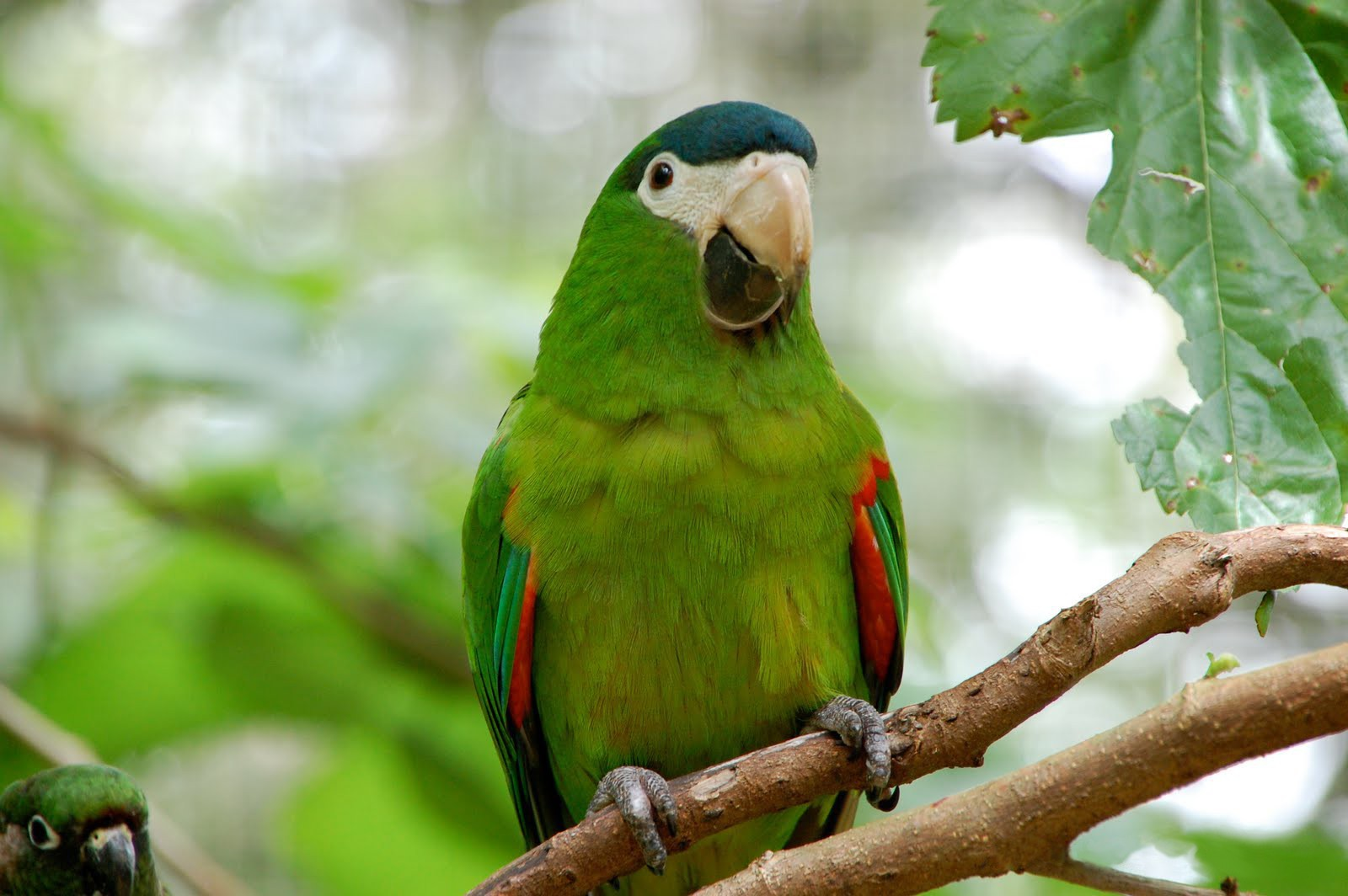
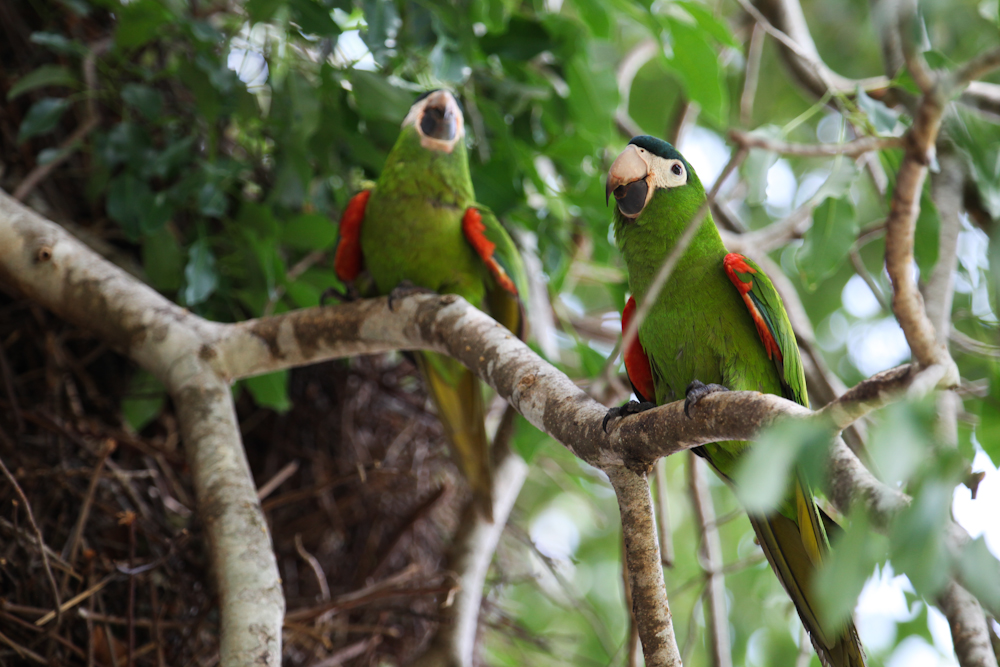
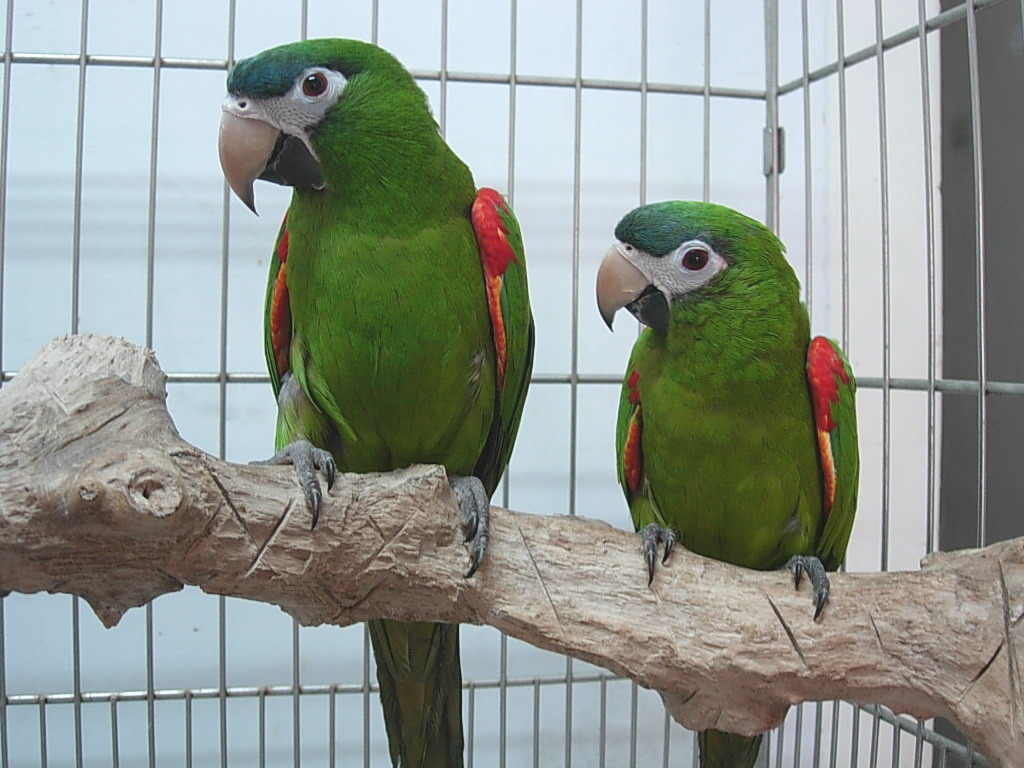
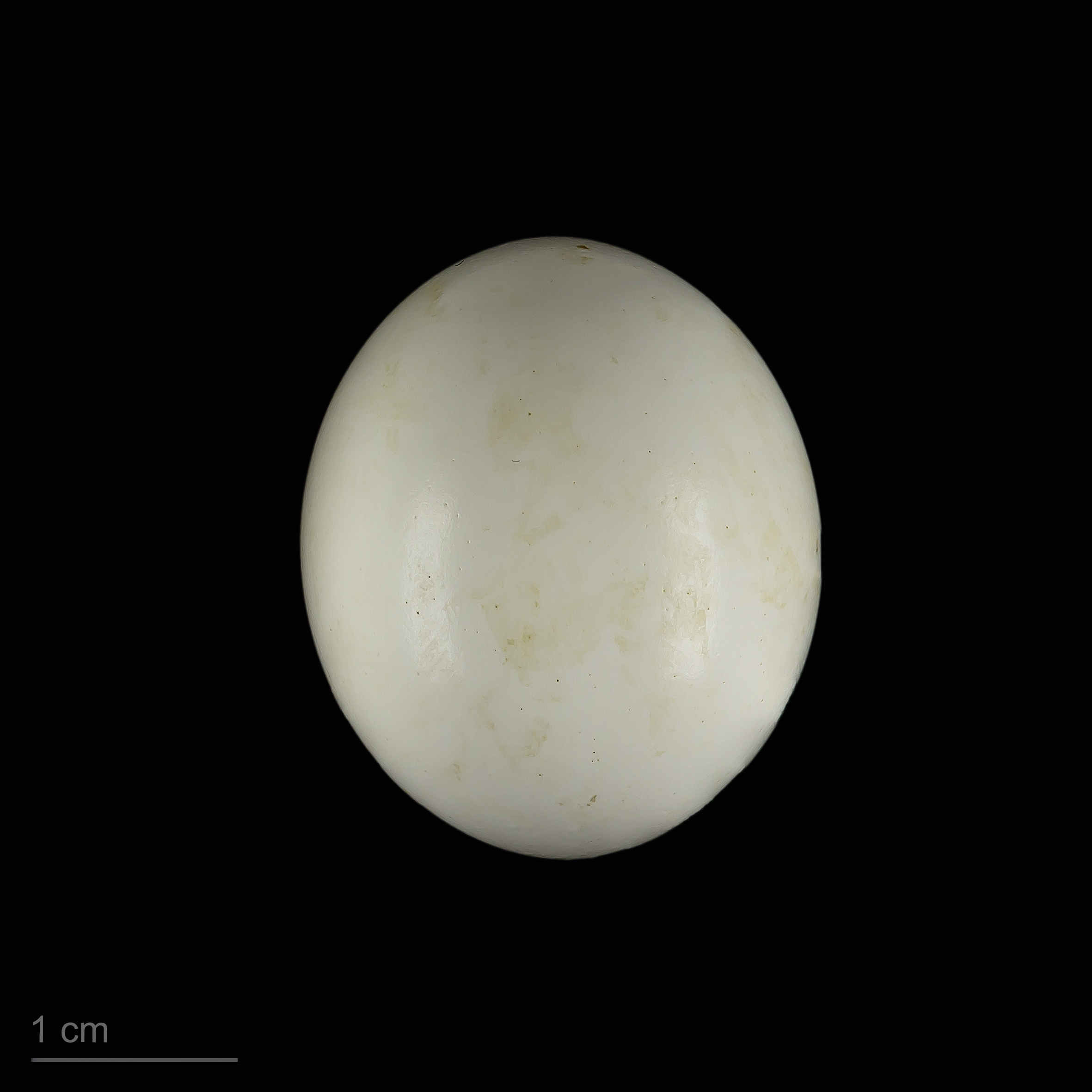
Museum specimen